# Francesco Baratta
Francesco Baratta (Massa, 1590 – Roma, 1666) è stato uno scultore italiano.
Stretto collaboratore di Gian Lorenzo Bernini, fu autore dell'Estasi di San Francesco nella chiesa romana di San Pietro in Montorio (1646) e nel 1651 scolpì il Rio della Plata nella Fontana dei Quattro Fiumi di piazza Navona.